# David Mabuza
David Dabede Mabuza (Provincia del Transvaal, 25 de agosto de 1960-Sandton, 3 de julio de 2025) fue un político sudafricano que ocupó el cargo de Presidente adjunto de la República de Sudáfrica, también fue vicepresidente del Congreso Nacional Africano (ANC). Además fue Premier de Mpumalanga entre el 2009 y el 2018.

## Primeros años y carrera
Mabuza se matriculó en Khumbula High School y estudió en el Mngwenya College of Education, más tarde en la Universidad de Sudáfrica.
Fue secretario de la Organización de Estudiantes de Azania (AZASO) desde 1984 a 1985, presidente de NEUSA de 1986 hasta 1988, tesorero de FEP de 1986 a 1990, coordinador de NECC de 1987 a 1989 y presidente de South African Democratic Teachers Union  desde 1988 hasta 1991. Enseñó en el Departamento de Educación de KaNgwane desde el 1986 hasta el 1988 y fue director de la Lungisani Secondary School de 1989 a 1993.

## Vicepresidente
El 18 de diciembre de 2017, fue elegido Vicepresidente del partido político Congreso Nacional Africano. Y el 26 de febrero de 2018,  por Cyril Ramaphosa como Vicepresidente de Sudáfrica.
El 20 de marzo de 2018, Mabuza prununció su discurso inaugural en el Parlamento y, por primera vez, respondió a las preguntas de los diputados como vicepresidente de Sudáfrica.
El 21 de marzo de 2018, Mabuza asistió a la conmemoración nacional del Día de los Derechos Humanos en Sharpeville ya que el presidente Ramaphosa estaba fuera del país por asuntos oficiales.

## Escándalos y controversias
Mabuza ha sido acusado de corrupción y participación en fraudes [cita requerida]mientras era Premier de Mpumalangaen 2015 fue envenenado, pero se recuperó, y así se lo apodó "El Gato" por su habilidad para sobrevivir a los ataques de sus opositores.
En 2010, una gran suma de efectivo, supuestamente 14 millones de randes,[cita requerida] fueron robados de su casa. La unidad provincial de crimen organizado insistió en que solo robaron 1,200 de su casa y luego informó que solo faltaban 4 millones.
Mabuza ha declarado que las acusaciones contra él son parte de una campaña de difamación hacia su persona.